# 北边廊
北边廊位于南中国海西沙群岛的宣德群岛中，位于高尖石西南方。有两组相距4.8公里的连礁组成，最浅处水深约12米，1983年公布名称均为“高尖石”。
北边廊现有中华人民共和国政府实际控制，行政上划归海南省三沙市管辖。越南政府亦声称拥有其主权。